# Matiucenkove, Verhnodniprovsk
Matiucenkove (în ucraineană Матюченкове) este un sat în comuna Borovkivka din raionul Verhnodniprovsk, regiunea Dnipropetrovsk, Ucraina.

## Demografie
Componența lingvistică a localității Matiucenkove
     Ucraineană (94,26%)
     Rusă (5,74%)
Conform recensământului din 2001, majoritatea populației localității Matiucenkove era vorbitoare de ucraineană (94,26%), existând în minoritate și vorbitori de rusă (5,74%).